# CSM Școlar Reșița
CSM Școlar Reșița ist ein rumänischer Fußballverein aus Reșița. Er wurde ein Mal rumänischer Fußballmeister. Derzeit spielt der Verein in der Liga II.

## Geschichte
CSM Școlar Reșița wurde im Jahr 1926 als UDR Reșița gegründet und feierte im Jahr 1931 seinen größten Erfolg, den Gewinn der rumänischen Fußballmeisterschaft. Im darauf folgenden Jahr wurde UDR Vizemeister hinter Venus Bukarest. Nach dem Zweiten Weltkrieg benannte sich der Verein zunächst in Metalochimic Reșița (1948) und in Metalul Reșița (1949) um. Im Jahr 1954 konnte im Finale gegen Dinamo Bukarest der rumänische Pokal gewonnen werden. 1956 änderte der Verein seinen Namen in Energia Reșița, von 1975 bis 1982 hieß er FCM Reșița (Fotbal Club Muncitoresc), ehe er sich in CSM Reșița umbenannte. Im Sommer 2005 wurde der Drittligist zur Satellitenmannschaft von Universitatea Craiova. Im Gegenzug wurde Tricotaje Ineu für 80.000 Euro das Startrecht in der Divizia B abgekauft, so dass in der Saison 2005/06 mit FCM Reșița ein neuer Verein, der von den örtlichen Behörden, der Universitatea Eftimie Murgu sowie einem Geschäftsmann aus der Region finanziert wurde, antreten konnte. Von 2009 bis 2019 trat der Klub unter dem Namen CSM Școlar Reșița an.

## Erfolge
- Rumänischer Meister: 1931
- Rumänischer Pokalsieger: 1954

## Bekannte Spieler
- Aurel Beldeanu
- Iosif Czako
- Ioan Florea
- Ion Atodiresei
- Florin Dochiță
- Cristian Chivu
- Adalbert Deșu
- Dudu Georgescu
- Ștefan Iovan
- Lucian Marinescu
- Cosmin Moți
- Dorinel Munteanu
- George Ogăraru
- Daniel Oprița
- Basarab Panduru
- Dan Potocianu
- Mihai Gabel

## Trainer
- Ioan Reinhardt
- Ioan Sdrobiș (2003)
- Alexandru Pelici (2005–2007, 2009–2010)